# サロベツ断層帯
サロベツ断層帯（サロベツだんそうたい）は、北海道宗谷地方と留萌地方に存在する断層帯である。名称はサロベツ原野からによる。

## 断層の位置・形状
サロベツ断層帯の陸域部は、宗谷丘陵西縁の海岸線に平行するように分布しており、北海道天塩郡豊富町から同郡幌延町を経て、同郡天塩町に至る断層帯となっている。全長は約44 kmで、概ね北北西－南南東方向に延びている。本断層帯は、東傾斜の逆断層と推定されており、沿岸では本断層帯の活動に伴う海岸段丘が発達している。地下浅部では断層面の傾斜は低角と推定されているが、深部の傾斜などは不明である。断層面上端は深さ2-7 kmで、地表には達していないと推定されている。また、断層面の下端深度は、この地域の地震発生層の下限を目安とすると25 km程度と推定される。しかし、地下深部における断層面の傾斜が明らかでないため、断層面の幅は不明である。
サロベツ断層帯の海域部は、宗谷丘陵の海域延長部である宗谷隆起帯の西縁に分布しており、陸域部北端から礼文トラフ東縁北端（北緯45度40分）付近までの全長約53 km以上、概ね北北西－南南東方向に延びる断層帯となっている。陸域部と同様、東傾斜の逆断層と推定されている。

## 断層の活動
陸域部においては5,100-4,500年前の間に活動が見られ、この活動が最新のものである可能性がある。また、この活動際3-4 m程度上下の変位が生じたと推定されている。この活動に先立って、6,000-5,000年前にも活動が見られる。この断層の活動間隔は4-8千年程度である可能性があり、上下の平均変位速度は0.7 m以上/千年の可能性がある。陸域部は全体が一つの区間として活動する可能性があり、その場合の地震の規模はMJ7.6程度となる可能性がある。この活動の際、天塩郡などで最大震度7程度の揺れが発生する可能性がある。
海域部における最新活動時期は5千年前以降であり、この一つ前の活動が約8千年前であった可能性がある。また、この際3-4.5 m程度の上下変位が生じたと推定されている。この断層の活動間隔は3-4千年程度である可能性があり、上下の平均変位速度は0.7-0.8 m/千年及び1.2 m/千年の可能性がある。海域部は全体が一つの区間として活動する可能性がある。
国土交通省（2014年）ではサロベツ断層帯の想定として、上記陸域部と海域部、更に海域部北端から1971年サハリン西方沖地震の震源域南端まで延長し、全長162 km・Mw7.9の地震とそれに伴う津波を設定している。

### 断層帯周辺の主な地震活動
日時は日本標準時に基づく
- 1874年2月28日 - 留萌地方中北部付近 MJ6.4[4]
- 1932年2月1日 - 留萌地方中北部 MJ5.6 最大震度3[5]
- 2013年11月25日 - 宗谷海峡 MJ5.2 最大震度3[6]
- 2019年12月12日 - 宗谷地方北部 MJ4.2 最大震度5弱[7]
- 2022年8月11日 - の宗谷地方北部 MJ5.4 最大震度5強[8]

### スロースリップイベント
2012年7月から2013年1月にかけて、問寒別付近の深さ3-4 kmを震源域とするMw5.5程度のスロースリップイベントが発生した。同時空間では7月15日にMw4.1，同月16日にMw4.0，18日にMw3.8などM4程度以下の群発地震が発生しており、8月14日にオホーツク海南部の深さ583 kmで発生したMw7.7の深発地震など活動によってトリガリングされた可能性が指摘されている。このSSEは西傾斜の低角逆断層型と推定されており、同じく西側傾斜の逆断層である問寒別断層との関連性も指摘されている。サロベツ断層帯との関連性は不明である。